# Baralla
Baralla település Spanyolországban, Lugo tartományban. Baralla Becerreá, Láncara, O Corgo, Castroverde és Baleira községekkel határos. Lakosainak száma 2455 fő (2024).

## Népesség
A település népessége az elmúlt években az alábbi módon változott:
| Lakosok száma | 3342 | 3193 | 3034 | 2955 | 2834 | 2774 | 2630 | 2556 | 2436 | 2455 |
|               | 2001 | 2004 | 2007 | 2009 | 2012 | 2014 | 2017 | 2019 | 2022 | 2024 |